# Pfarrkirche Putzleinsdorf

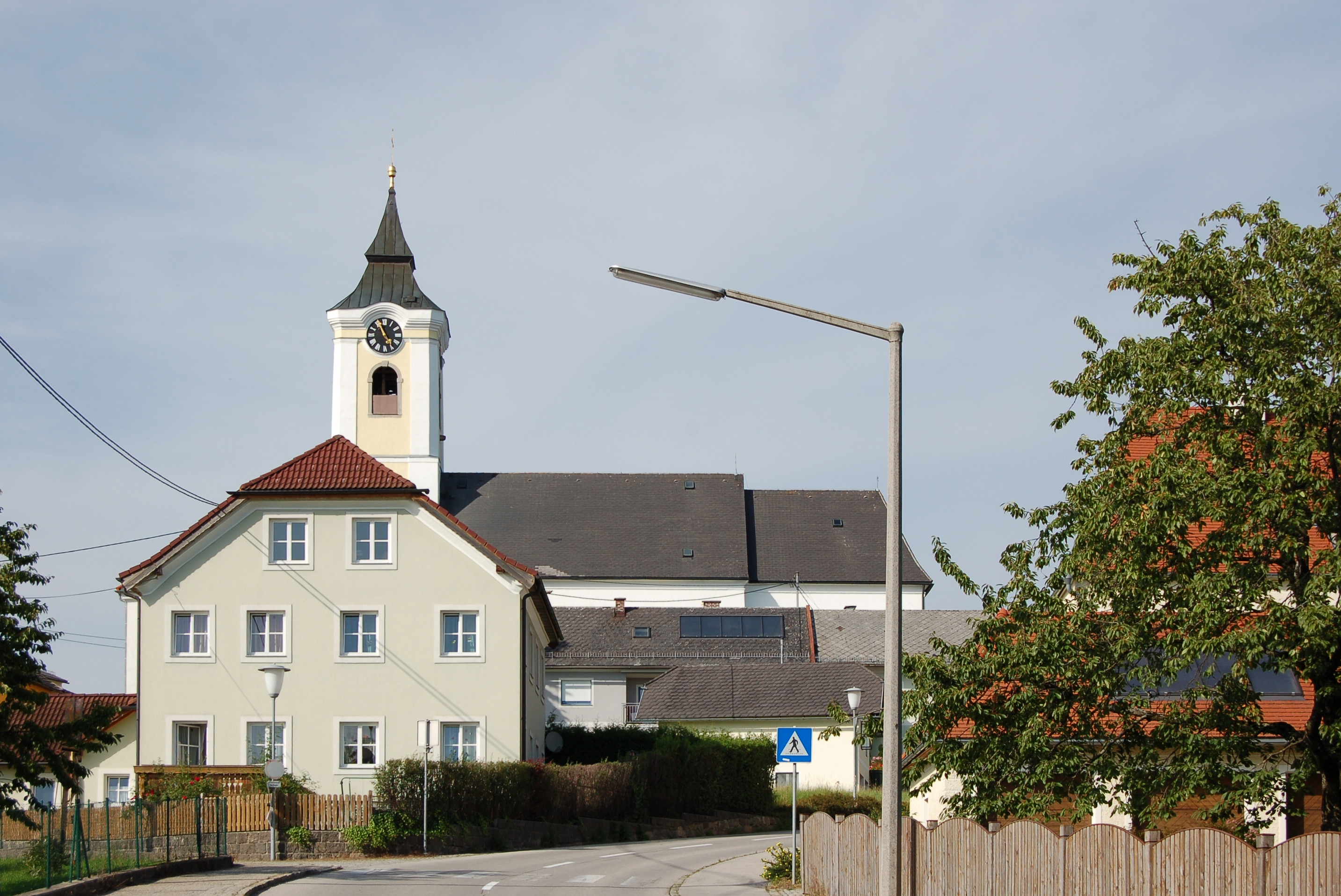
Katholische Pfarrkirche hl. Vitus in Putzleinsdorf

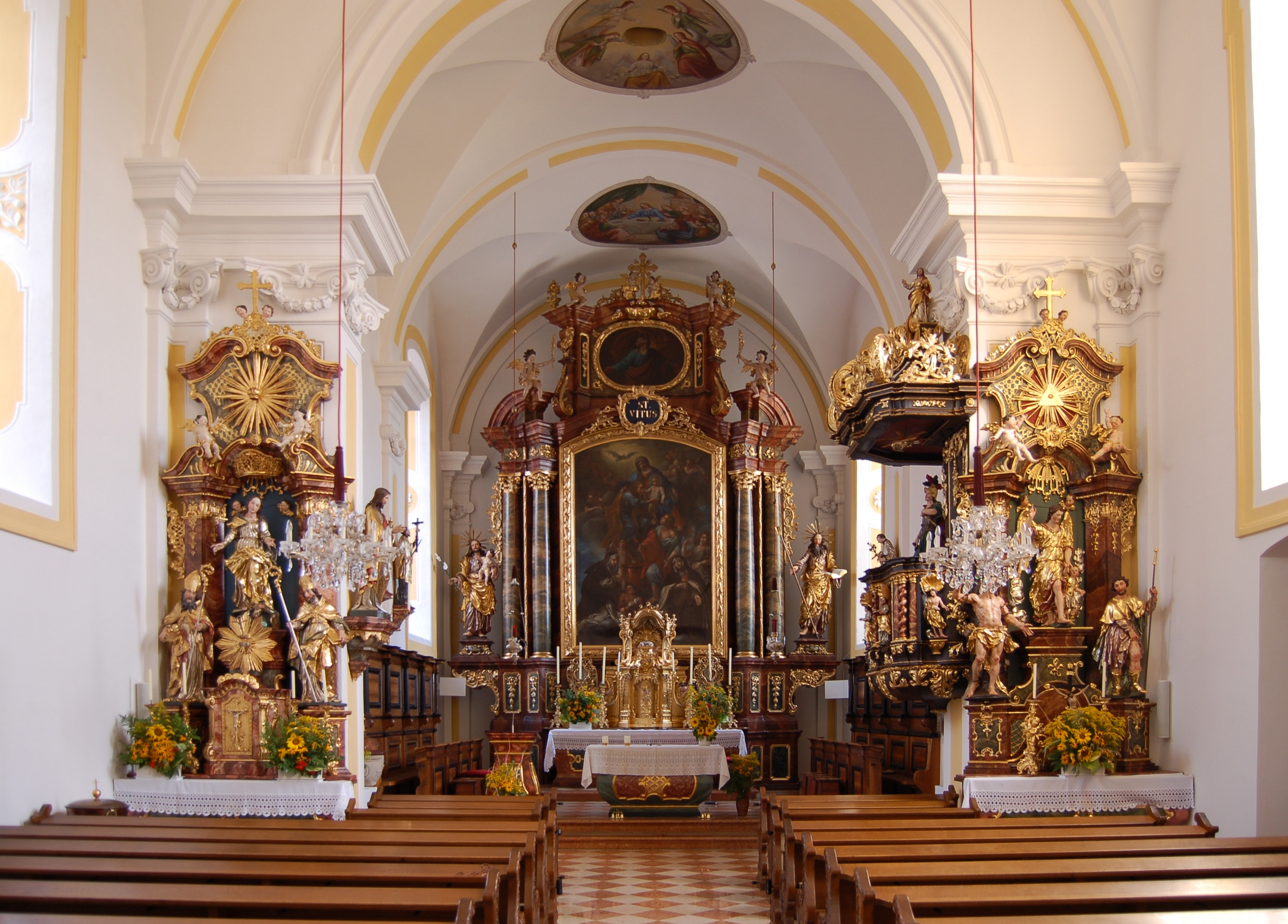
Langhaus, Blick zum Chor

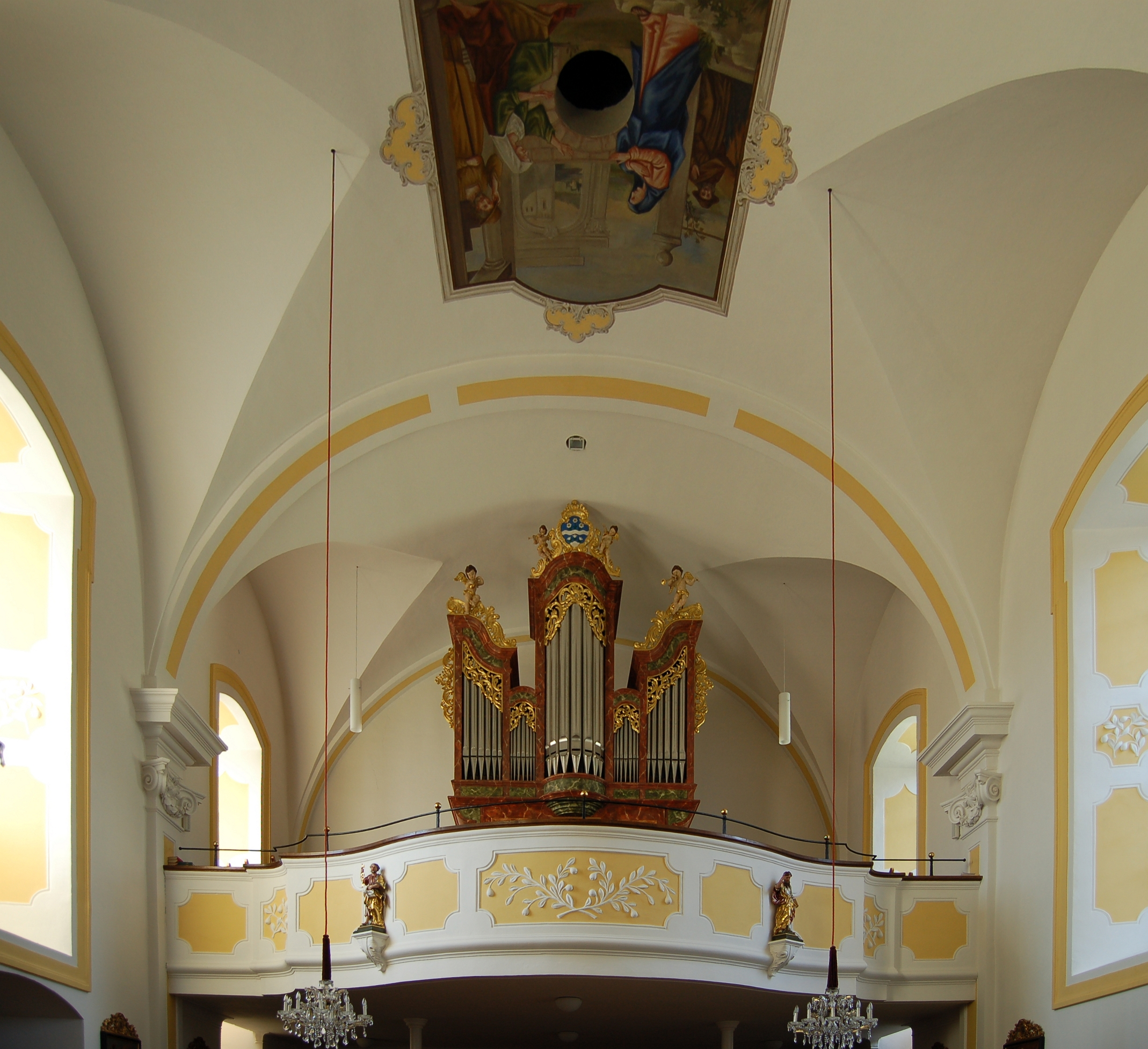
Langhaus, Blick zur Orgel

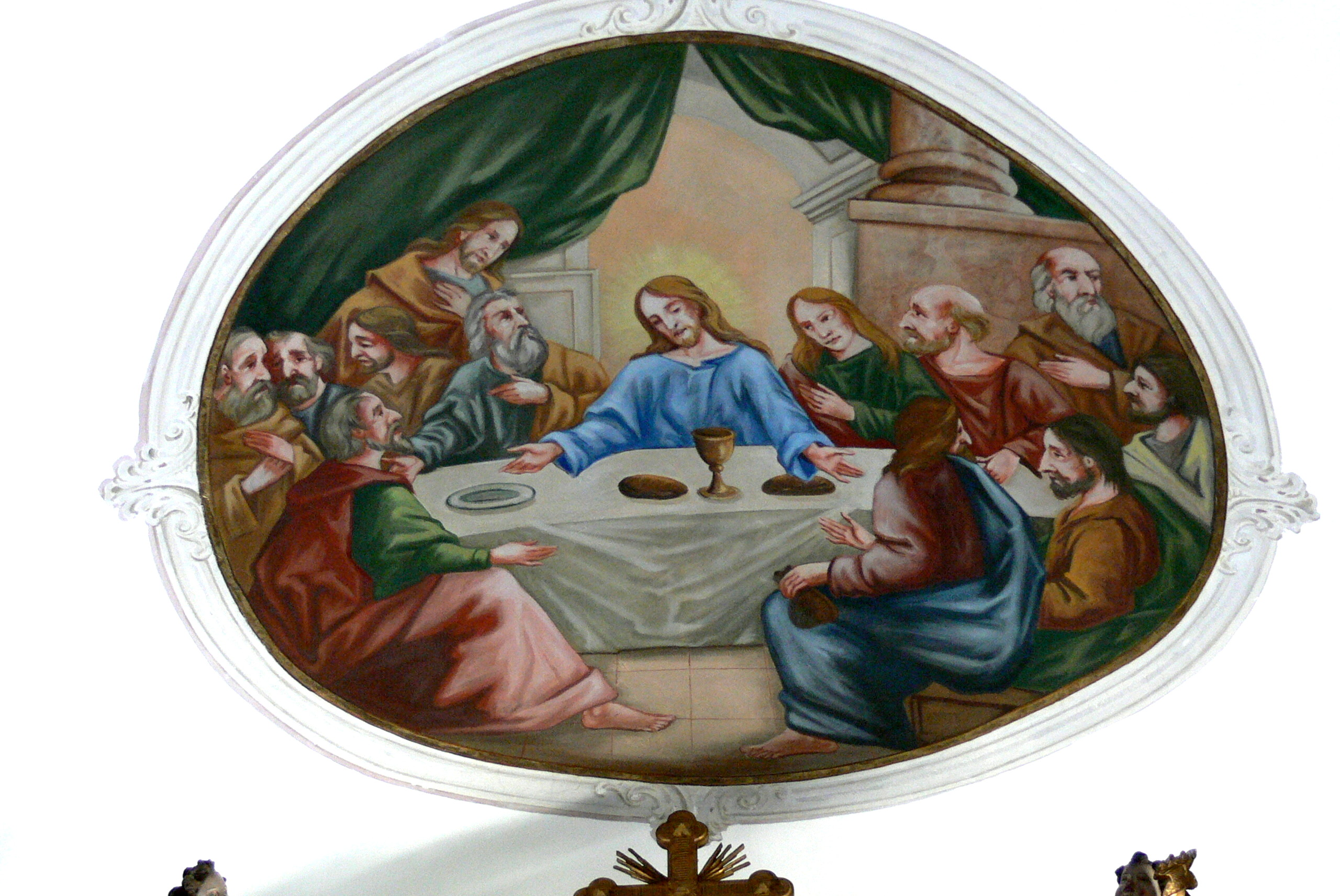
Deckenmalerei Abendmahl

Die römisch-katholische Pfarrkirche Putzleinsdorf steht eng im Hof eines Grätzls in einem Platz in der Marktgemeinde Putzleinsdorf im Bezirk Rohrbach in Oberösterreich. Die dem Patrozinium hl. Vitus unterstellte Pfarrkirche gehört zum Dekanat Sarleinsbach in der Diözese Linz. Die Kirche steht unter Denkmalschutz (Listeneintrag).

## Geschichte
Die Kirche ist seit dem Ende des 13. Jahrhunderts eine Filiale der Pfarrkirche Sarleinsbach. Seit 1686 Vikariat, wurde die Kirche 1885 zur Pfarrkirche erhoben. 1861 wurde der Friedhof südlich außerhalb des Marktes verlegt.
Die heutige Kirche wurde von 1706 bis 1708 nach den Plänen des Baumeisters Salomon Peißmann erbaut. Bei Grabungen 1983 wurden vom gotischen Chor die Fundamente und Reste gotischer Rippen sowie zwei gotische Schlusssteine mit Schere und Wappen entdeckt. 1741 wurde die Sakristei vergrößert. 1760/1764 wurde der Westturm erbaut. 1914 wurde westlich der Sakristei eine Lourdeskapelle erbaut, 1915 wurde über der Sakristei eine Paramentekammer erbaut. 1983 wurde die Westempore errichtet und die südlichen Anbauten neu gestaltet, die Lourdeskapelle wurde ein Beichtzimmer und es entstand eine südliche Vorhalle mit einem Verbindungsgang zum Emporenaufgang. Die Kirche wurde 1911 renoviert. Restaurierungen waren innen 1948, 1959, 1983, 1989 mit dem Turmdach und außen 1951, 1965, 1972 und 1983.

## Architektur
Der schlichte dreijochige hochbarocke Saalbau mit einem leicht eingezogenen zweijochigen Rechteckchor ist mit gurtunterlegten Stichkappentonnen überwölbt, der Westturm ist vorgestellt. In der südlichen Chorecke steht eine zweigeschoßige Sakristei. Ein einheitlicher Erweiterungsbau entlang der Langhaussüdwand zieht sich bis zum Turm.
Die Deckenbilder im Langhaus und Chor sind wohl von R. Helminger 1907 und wurden 1983 überarbeitet, sie zeigen im Langhaus Mariä Verkündigung und Visitatio und im Chor Engel und Letztes Abendmahl.

## Einrichtung
Der Hochaltar aus dem Anfang des 18. Jahrhunderts wurde 1907 und 1954 restauriert, das Säulenretabel mit gesprengtem Giebel und einem volutengerahmten Aufsatz zeigt das Altarbild hl. Vitus und im Auszug Gottvater, beide von Johann Philipp Ruckerbauer um 1708, er trägt seitlich die Figuren der Heiligen Josef und Joachim.
Die Orgel baute Johann Pirchner 1988 in einem barockisierenden Gehäuse (II Manuale/16 Register).

## Grabdenkmäler
In den Südanbauten, meist Platten aus Speckstein zu Blasi(us) Hackel gestorben 1692, Marktrichter Franz Kräftl gestorben 1769 und Frau Maria Regina gestorben 1770 mit Kartusche mit Totenkopf, Joan Sebastian Pracher gestorben 1775, Josephus Ignatius Ruckherpaur gestorben 1762, Hannes Oberngrueber gestorben 1753 und Frau Joanna gestorben 1754 als Epitaph mit Vanitassymbolen, Ioannis Perger gestorben 1785, Sebastian Egger gestorben 1746 als Bleiplatte mit Vanitassymbolen.